# Dãy núi Ba Nhan Khách Lạp
Dãy núi Ba Nhan Khách Lạp hoặc Ba Nhan Khách Lạt (tiếng Mông Cổ: Баянхар уул, đã Latinh hoá: Bayankhar uul) là dãy núi nằm ở phía nam trung tâm của tỉnh Thanh Hải, tây bắc Trung Quốc. Nó kéo dài từ phần trung nam tỉnh Thanh Hải theo hướng đông nam đến ngã ba Thanh Hải và Tứ Xuyên, với tổng chiều dài hơn 780 km. Cái tên Ba Nhan Khách Lạp bắt nguồn từ tiếng Mông Cổ có nghĩa là "núi đen giàu có". Về mặt địa chất, nó là một nhánh thuộc dãy núi Côn Lôn với đỉnh cao nhất là núi Quả Lạc ở độ cao 5.369 mét.
Sườn phía bắc của dãy núi Ba Nhan Khách Lạp tương đối thoai thoải, trong khi sườn phía nam dốc với nhiều thung lũng sâu. Do nằm trên cao nguyên Thanh Hải-Tây Tạng nên địa hình rất cao, nhiệt độ khá thấp, tuyết trên các đỉnh núi cao trên 5.000 mét so với mực nước biển quanh năm không tan. Các sườn núi và ngọn đồi có độ cao thấp hơn vào mùa hè là những đồng cỏ quan trọng, và vật nuôi chính là cừu và bò Tây Tạng. Phần lớn cư dân nơi đây đều là người Tây Tạng làm nghề chăn nuôi gia súc.
Dãy núi này là cội nguồn của sông Hoàng Hà và là lưu vực giữa sông Hoàng Hà và sông Dương Tử. Một số con sông lớn, chẳng hạn như sông Nhã Lung và sông Đại Độ, chảy về phía nam từ dãy núi này, là các nhánh thượng nguồn quan trọng của sông Dương Tử.